# Te Wei
Te Wei (chinois traditionnel : 特伟 ; pinyin : tè wěi), né le 22 août 1915 à Shanghai et décédé le 4 février 2010 dans cette même ville, est un illustrateur et réalisateur de cinéma d'animation Chinois, ayant travaillé aux Studios d’Art de Shanghai. Il prouve qu'il est possible d'appliquer la peinture traditionnelle chinoise au cinéma d'animation.

## Biographie
Né en 1915, Te Wei est une légende. Il a surmonté les tribulations de sa longue existence grâce à une force de caractère peu commune. Pour lui, la période de la guerre anti-japonaise a été particulièrement dramatique, mais ce sont sans doute les critiques dont il a été l’objet à partir de 1964 et tout au long de la révolution culturelle qui l’ont affecté le plus. Pourtant le passé ne lui laisse ni rancœur, ni regret. Malgré son grand âge et sa santé fragile, il est toujours d’humeur plaisante. C’est un bon vivant : sur ce plan, il ressemble au grand animateur français Paul Grimault, réalisateur du Le Roi et l'Oiseau qu’il avait rencontré à Paris en 1985, et avec lequel il se sentait beaucoup d’affinités.
Peintre et caricaturiste (ses œuvres se trouvent dans les revues de caricature de Shanghai à partir de 1935), Te Wei est à la tête du cinéma chinois d’animation de la Nouvelle Chine dès 1949. En 1957 les trois départements attachés aux Studios cinématographiques de Shanghai : dessin animé, découpages articulés et poupées deviennent les Studios d’Art de Shanghai, désormais entité indépendante. Te Wei est directeur des Studios jusqu’en 1985 (les studios ne produisent rien entre 1967 et 1972 et fonctionnent au ralenti jusqu’en 1976), puis il y exerce la fonction de conseiller jusqu’en 1989.
Au cours de sa longue carrière, Te Wei a obtenu de nombreux prix en Chine et à l’étranger, dont le plus prestigieux est celui de l’ASIFA reçu, en mai 1995 à Annecy, des mains du Français Michel Ocelot.
En 2005, les Studios d’art de Shanghai l’ont officiellement honoré pour son quatre-vingt-dixième anniversaire et un double DVD a été gravé pour lui rendre hommage.

## Cinéma d'animation
Dans les années 1950, c’est sous son impulsion que le cinéma chinois d’animation entreprend de se dégager des modèles venus de l’étranger pour développer ce qu’on appelle alors le « style national ». En français cette expression peut être mal comprise. En réalité, il ne s’agit aucunement de propagande nationaliste, c’est seulement l’affirmation de la volonté des animateurs de s’inspirer des arts traditionnels chinois afin de créer des styles d’animation originaux propres à leur pays. Leurs sources d’inspiration sont multiples : d’abord le théâtre chanté (l’opéra) avec ses nombreuses variantes locales, ainsi que le théâtre d’ombres chinoises et de marionnettes. Ensuite les arts du lettré : calligraphie et peinture. Enfin toutes les formes d’art populaire et d’art décoratif : les bandes dessinées, les papiers découpés, les papiers pliés, les estampes, les jouets populaires, les broderies, etc.
Les films chinois d’animation se donnent pour mission d’éduquer les enfants, tout en les divertissant. Autrement dit, ils doivent contribuer à développer leurs connaissances artistiques et leur sens esthétique ... Pour être capables d’adapter les arts traditionnels il faut que les animateurs soient eux-mêmes des artistes et en effet la plupart d’entre eux ont reçu ce type de formation. Ainsi l’ambition d’atteindre un niveau artistique élevé est devenu une caractéristique importante de l’animation chinoise.
Parmi les réussites les plus exceptionnelles des studios d’art de Shanghai, il faut citer l’animation de la peinture traditionnelle, à l’encre de Chine rehaussée de couleur. À la fin des années 1950, dans une extraordinaire atmosphère d’émulation et d’enthousiasme, Te Wei met au point, en collaboration avec Qian Jiajun, Ah Da, Duan Xiaoxuan, Tang Cheng et beaucoup d’autres... un genre de film tout à fait original : le « lavis animé » qui parvient à animer l’œuvre du grand peintre Qi Baishi (Les Têtards à la recherche de leur maman). A priori, filmer image par image la peinture chinoise semble un pari impossible car tandis que l’encre n’imbibe jamais de la même façon le papier en fibre de mûrier, jamais le pinceau dans la main du peintre ne refait deux fois un trait identique. On n’a pas fini de s’interroger sur les prouesses artistiques et techniques qui ont permis de réaliser les « lavis animés », mais c’est un secret jalousement gardé !

## Filmographie
- 1956 Le Général vaniteux : The Conceited General, animation classique ;
- 1960 Les Têtards à la recherche de leur maman : 小蝌蚪找妈妈 (xiǎo kēdǒu zhǎo māma), animation en peinture traditionnelle chinoise (lavis) ;
- 1963 La Flûte du bouvier : 牧笛 (mù dí), animation au lavis ;
- 1964 Bons Amis : 好朋友 (hǎo péngyou), animation classique ;
- 1985 Le roi des singes démasque la sorcière : 金猴降妖 (jīn hóu xiáng yāo,), de 特伟 Te Wei, 林文肖 Lin Wenxiao, 严定宪 Yan Dingxian.
- 1988 Impression de montagne et d'eau : 山水情 shānshuǐ qíng, animation au lavis.